# Physikalismus (Ontologie)
Der Physikalismus ist in der Philosophie die metaphysische These, dass alles Existierende physisch sei und damit den physikalischen Gesetzen unterliege, oder anders ausgedrückt: dass zwischen den Eigenschaften aller real existierenden Objekte und deren physikalischen Eigenschaften eine Abhängigkeitsbeziehung (Supervenienz) herrsche. Der Physikalismus ist damit einerseits eine materialistische und andererseits eine monistische Position, die – im Gegensatz zu dualistischen, pluralistischen und idealistischen Positionen – von nur einer grundlegenden Substanz ausgeht.
Sowohl zur Definition des Physikalischen wie auch zur Explikation des Physikalismus gibt es verschiedene Varianten. Gemäß einer häufig verwendeten Definition gelten alle Objekte, Eigenschaften oder Ereignisse (alle Entitäten) als physisch, die in den Theorien der Physik beschrieben werden können.
Physikalistische Positionen werden von vielen Gegenwartsphilosophen und Naturwissenschaftlern vertreten, jedoch ist der Physikalismus auch Gegenstand einer kontroversen Diskussion.
In der Philosophie des Geistes beruht der Physikalismus auf der Überzeugung, dass sich die Gesetzmäßigkeiten der beobachtbaren Welt ebenso auf die geistige Innenwelt der Beobachter erstrecken. Diese Vorstellung hat den Status eines Paradigmas, da sie der Alltagserfahrung einer immateriellen, unteilbaren und freiheitlichen Psyche widerspricht. Alle Erklärungsversuche sind jedoch stark umstritten. Viele Vertreter des modernen Physikalismus argumentieren, dass das Verhältnis zwischen Geist und Körper mit dem Verhältnis von Biologie zu Physik vergleichbar sei: So ist beispielsweise die Evolution zwar nur aus biologischer Perspektive erklärbar, dennoch beruht sie komplett auf physikalischen Grundlagen. Insofern bestünde Grund zur Annahme, dass sich damit auch die Probleme der Undeterminiertheit und Subjektivität des Geistigen oder die mentale Verursachung auflösen ließen.
Der Physikalismus ist eng verwandt mit dem Materialismus. In heutigen systematischen Debatten wird eher von Physikalismus als von Materialismus gesprochen, weil viele Konnotationen an „materialistische“ klassische Positionen nicht dem heutigen, engeren Begriff von Physikalismus zugehören.

## Entwicklung
Der Begriff des Physikalismus wurde insbesondere durch Otto Neurath und Rudolf Carnap in einer Reihe von Aufsätzen in der ersten Hälfte des 20. Jahrhunderts geprägt. Der Physikalismus war Teil eines wichtigen metaphysikkritischen Programms (Einheitswissenschaft) des Logischen Empirismus, welches zum Ziel hatte, eine einheitliche Sprache zu entwickeln, in welcher der empirische Gehalt aller Erfahrungswissenschaften ausgedrückt werden könnte. Eine Motivation für dieses Programm war es, dass der Logische Empirismus annahm, so die Intersubjektivität der Wissenschaften sicherzustellen und außerdem die Trennung zwischen Geisteswissenschaften und Naturwissenschaften zu überwinden.
Wegen des vom Logischen Empirismus vertretenen Methodischen Neutralismus war mit der Annahme einer physikalistischen Sprache keine ontologische Aussage verbunden; ontologische Fragestellungen wurden wie alle metaphysischen Aussagen als Scheinprobleme angesehen, von der die Wissenschaft möglichst weitgehend befreit werden muss. Prinzipiell könnte man nach Carnap z. B. auch eine phänomenalistische Sprache als Grundlage einer Einheitswissenschaft verwenden, solange der Sprachaufbau genau angegeben ist, so dass eine Übersetzbarkeit gegeben ist. Die Wahl einer physikalistischen Sprache hatte praktische Gründe, da in einer solchen Sprache bereits Intersubjektivität und vor allem auch Intersensualität vorausgesetzt sind. Die Wahl einer physikalistischen Sprache beinhaltete nicht die Forderung nach Reduzierbarkeit der Gesetze aller Einzelwissenschaften auf die physikalischen Gesetze, sondern nur die Ausdrückbarkeit aller Aussagen aller Einzelwissenschaften in der physikalistischen Sprache.

## Der Physikalismus und die Vielfalt philosophischer Positionen

Darstellung der verschiedenen, metaphysischen Positionen. Der Physikalismus (oben links) stellt eine Variante des Monismus dar.

Die Metaphysik behandelt die zentralen Probleme der theoretischen Philosophie: die Fundamente (Voraussetzungen, Ursachen, insbesondere „erste Ursache“ bzw. „erste Gründe“) und allgemeinsten Strukturen (Gesetzlichkeiten, Prinzipien) sowie den Sinn und Zweck der gesamten Wirklichkeit beziehungsweise allen Seins.
Die Ontologie wird auch als „allgemeine Metaphysik“ bezeichnet. Sie ist die philosophische Grundlagendisziplin, die danach fragt, was existiert. Die zentrale ontologische Frage lautet also: „Was gibt es?“ Hierauf antwortet der Physikalist, dass in Wirklichkeit nur physische Entitäten existieren. „Entität“ ist dabei ein Sammelbegriff für Objekte, Eigenschaften, Ereignisse usw.
Mit dieser Antwort erweist sich der Physikalismus als eine Variante des Monismus. Monisten erklären, dass nur eine Sorte von Entitäten existiert. Allerdings gibt es nicht nur den physikalistischen Monismus, sondern auch den idealistischen und den neutralen Monismus. Idealistische Monisten stimmen den Physikalisten darin zu, dass es nur eine Sorte von Entitäten gibt – sie erklären allerdings, dass nur geistige Entitäten existieren. Das, was als physische Außenwelt erscheint, sei in Wirklichkeit ein Produkt des Geistes. Neutrale Monisten behaupten, dass es nur eine Sorte von neutralen Entitäten gebe. Diese Entitäten sollen physische und mentale Aspekte enthalten, selbst aber weder physischer noch mentaler Natur sein.
Der klassische Kontrahent des Physikalismus ist der Dualismus. Dualisten vertreten die These, dass es zwei grundverschiedene Sorten von Entitäten gebe: physische und geistige. In der Geschichte der Philosophie haben sich verschiedene Varianten des Dualismus entwickelt. Während der klassische Dualismus in der Tradition von René Descartes von einer Interaktion zwischen dem Geist und der physischen Welt (etwa dem Gehirn) ausgeht, bestreiten andere Theorien eine derartige gegenseitige Beeinflussung. Der Epiphänomenalismus behauptet, dass die physische Welt auf den Geist einwirke, aber nicht umgekehrt. Der auf Gottfried Wilhelm Leibniz zurückgehende psychophysische Parallelismus bestreitet jede ursächliche Interaktion zwischen der geistigen und der physischen Welt.
Eine dritte Klasse von ontologischen Positionen kann „Pluralismus“ genannt werden. Pluralisten erklären, dass es viele verschiedene Sorten von Entitäten gebe. Schließlich gibt es noch Positionen, die die ontologische Frage „Was gibt es?“ ablehnen. Sie erklären, dass diese Frage keine allgemeine Antwort habe, sondern davon abhängig sei, wie wir die Welt beschreiben. Solche Positionen werden oft „relativistischer“ oder „pragmatistischer Pluralismus“ genannt. Wenn der Physikalist seine Position plausibel machen will, muss er sich allen vorgenannten Alternativen (idealistischer und neutraler Monismus, Formen des Dualismus und des Pluralismus) argumentativ stellen.
Der Begriff „Physikalismus“ wird oft gleichbedeutend mit dem Begriff des Materialismus verwendet. In den aktuellen Debatten der Wissenschaftstheorie und Philosophie des Geistes ist dabei der Begriff „Physikalismus“ üblich, während man im Zusammenhang philosophiehistorischer Darstellungen meist vom „Materialismus“ spricht. Allerdings gibt es auch gewisse inhaltliche Unterschiede: Während der traditionelle Materialismus auf die These festgelegt ist, dass alle Entitäten aus kleinsten Materieteilchen zusammengesetzt sind, möchte der Physikalismus der Physik nicht vorschreiben, welche Entitäten sie letztlich als grundlegend postuliert. So wäre der Physikalismus auch mit dem Ergebnis vereinbar, dass die bestbestätigten physikalischen Theorien Entitäten fordern, die nicht als Materie beschrieben werden können – etwa Gravitationskräfte.

## Schichtenmodell der Welt
| Soziale Gruppen   |  |  |  |  |  |
|                   |  |  |  |  |  |
| Lebewesen         |  |  |  |  |  |
|                   |  |  |  |  |  |
| Zellen            |  |  |  |  |  |
|                   |  |  |  |  |  |
| Moleküle          |  |  |  |  |  |
|                   |  |  |  |  |  |
| Atome             |  |  |  |  |  |
|                   |  |  |  |  |  |
| Elementarteilchen |  |  |  |  |  |

Physikalisten erklären in der Regel, dass die Welt in einem wichtigen Sinne nur aus Elementarteilchen bestehe. Zwar gebe es auch viele andere Objekte, wie Bäume, Steine oder Kaninchen, doch all diese Objekte seien letztlich nichts anderes als Anordnungen von Elementarteilchen. Dies ist die zentrale Idee des „Schichtenmodells der Realität“ („layered model of reality“), in dem jedes Objekt durch Objekte der nächstniedrigeren Schicht zusammengesetzt ist (siehe schematische Darstellung).
Eine präzisere Formulierung des Schichtenmodells bietet die Unterscheidung zwischen grundlegenden und komplexen physischen Entitäten. Als grundlegende physische Entitäten gelten die durch die Mikrophysik beschriebenen, kleinsten physischen Objekte, Prozesse oder Eigenschaften. Meist werden die grundlegenden physischen Entitäten als die Elementarteilchen und deren Eigenschaften vorgestellt. Zu den komplexen physischen Entitäten zählt hingegen alles, was aus den grundlegenden physischen Entitäten zusammengesetzt ist oder sich aus deren Zusammensetzung ergibt. So gelten dem Physikalisten etwa Moleküle, Neuronen, Menschen oder Planeten als physische Gegenstände, da sie aus Elementarteilchen zusammengesetzt sind. Im Rahmen des Schichtenmodells lautet die These des Physikalismus, dass sich alles aus der Zusammensetzung der grundlegenden physischen Entitäten ergebe. Ein Dualist würde hingegen erklären, dass sich das menschliche Bewusstsein eben nicht aus einer derartigen, physischen Konstellation ergibt.
Oft wird angenommen, dass der Physikalismus mit dem Schichtenmodell der Welt einen generellen Reduktionismus zur Folge hat: Wenn alle Objekte aus Elementarteilchen (also den Objekten der letzten Schicht) zusammengesetzt sind und sich alle Eigenschaften aus den Eigenschaften der Elementarteilchen ergeben, so sollte es im Prinzip möglich sein, alles auf der Ebene der Mikrophysik zu erklären und somit alle wahren, wissenschaftlichen Theorien auf die Mikrophysik zurückzuführen (zu reduzieren).
Allerdings können Physikalismus und ein solcher Reduktionismus nicht miteinander gleichgesetzt werden, da es auch Versuche gibt, einen nichtreduktiven Physikalismus zu formulieren. Solche Theorien nehmen an, dass alle Objekte aus grundlegenden physischen Teilchen zusammengesetzt sind, bestreiten jedoch entweder, dass sich daher auch alle wissenschaftlichen Theorien reduzieren lassen oder behaupten im Sinne der Emergenzhypothese die Existenz von irreduziblen Eigenschaften.

## Definition des Physikalismus
Da Physikalismus und Reduktionismus nicht miteinander gleichgesetzt werden können, wird in der Philosophie eine intensive Debatte über die korrekte Definition des Physikalismus geführt. Der Physikalismus ist zwar durch die These bestimmt, dass alles, was existiert, physisch ist. Allerdings bleibt ein Problem, solange nicht hinreichend geklärt ist, wie die genannte These zu verstehen ist. So kann man etwa fragen, was es heißt, dass der Mensch oder das Bewusstsein physisch ist, wenn man nicht zugleich sagen will, dass sie auf das Physische reduziert werden können.
Ein populärer Vorschlag versucht, den Physikalismus durch das Konzept der Supervenienz zu definieren. Der Begriff der Supervenienz beschreibt die folgende Beziehung: A superveniert über B genau dann, wenn A nicht geändert werden kann, ohne dass B geändert wird. Ein Beispiel ist das Verhältnis von darstellenden und physischen Eigenschaften eines Kunstwerks. Man kann nicht die Landschaft, die das Bild darstellt, verändern, ohne gleichzeitig die physische Struktur des Bildes zu verändern. In diesem Sinne supervenieren die darstellenden Eigenschaften des Bildes über den physischen Eigenschaften. David Lewis beschreibt dieses Verhältnis wie folgt:
| A dot-matrix picture has global properties – it is symmetrical, it is cluttered, and whatnot – and yet all there is to the picture is dots and non-dots at each point of the matrix. The global properties are nothing but patterns in the dots. They supervene: no two pictures could differ in their global properties without differing, somewhere, in whether there is or there isn't a dot. |  | Ein Bild aus einer Punktmatrix hat globale Eigenschaften – es ist symmetrisch, es ist durcheinander usw. – und dennoch ist alles, was es in dem Bild gibt, eine Punktverteilung an jeder Stelle der Matrix. Die globalen Eigenschaften sind nichts als Muster der Punkte. Sie supervenieren: Keine zwei Bilder können sich in ihren globalen Eigenschaften unterscheiden, ohne sich irgendwo in der Punktverteilung zu unterscheiden. |

Nun bietet es sich an, den Physikalismus mit Hilfe der Supervenienzthese zu definieren: Alle Entitäten supervenieren über den grundlegenden physischen Entitäten. Eine solche Definition hat u. a. den Vorteil, gegenüber der Reduktionsfrage neutral zu sein. Supervenienzverhältnisse sind mit Reduktionen vereinbar, setzen sie jedoch nicht voraus.
Bei genauerer Betrachtung zeigt sich allerdings, dass Supervenienz alleine nicht hinreichend für den Physikalismus ist. So gibt es dualistische Positionen, die mit der Supervenienzthese vereinbar sind, schließlich könnte es immaterielle Entitäten geben, die sich nur dann verändern, wenn sich auch etwas Physisches verändert – mehr wird durch die Supervenienzthese nicht verlangt. Der Epiphänomenalismus und der Psychophysische Parallelismus sind etwa als derartige Dualismen anzusehen. Die Supervenienzthese muss also um eine zusätzlich Annahme ergänzt werden, um eine Definition des Physikalismus darzustellen.
Der Linguist Noam Chomsky vertritt die Ansicht, dass seit den revolutionären Denkmodellen von Isaac Newton und René Descartes eine zufriedenstellende Definition des Physikalismus ausbleibe. Es sei stets unklar, ob mit Physikalismus lediglich Materie, oder aber auch Funktionen, Strukturen und Dispositionen gemeint sind. Davon abgesehen sei es keineswegs klar, wo zwischen den genannten Kandidaten eine Trennlinie zu setzen ist – diese Schwierigkeit offenbart sich gerade bei komplexeren Phänomenen wie etwa Sprache, Bewusstsein, kybernetischen Systemen und so weiter. Bis dies aber der Fall ist, hat es Chomsky zufolge wenig Sinn, das Leib-Seele-Problem oder verwandte Themen zu diskutieren.

## Argumente für den Physikalismus

### Empirische Evidenzen
Viele Wissenschaftler und Philosophen sehen die Wahrheit des Physikalismus durch den Fortschritt der Naturwissenschaften belegt. Sie weisen zum einen darauf hin, dass die (Natur-)Wissenschaften an keiner Stelle auf immaterielle Ursachen zurückgreifen müssten. Dort, wo man dachte, dass nur eine immaterielle Ursache Erklärung für ein Phänomen sein könne, habe man schließlich doch eine physische Ursache gefunden. Ein typisches Beispiel ist der Niedergang des physiologischen Vitalismus des 18. und frühen 19. Jahrhunderts, der einen immateriellen élan vital postulierte, um das Phänomen des Lebens zu erklären. Schließlich wurde diese Annahme jedoch durch eine Reihe wissenschaftlicher Entwicklungen wie die erste Synthese eines organischen Materials durch Friedrich Wöhler und die Entwicklung der Evolutionstheorie in vielerlei Hinsicht überflüssig.
Zudem weisen Physikalisten darauf hin, dass das Schichtenmodell der Welt empirisch gut bestätigt sei. Man finde nun einmal keine Objekte in der Welt, die nicht komplett aus kleineren Objekten zusammengesetzt seien, und auch die Naturwissenschaften zeigten, wie sich die Eigenschaften der Objekte aus Eigenschaften der grundlegenderen Objekte ergäben. Diese empirischen Ergebnisse führen nach der Meinung vieler Physikalisten durch einen Schluss auf die beste Erklärung zum Physikalismus.
Antiphysikalisten reagieren auf diesen Einwand in der Regel, indem sie zu zeigen versuchen, dass es Phänomene gebe, die sich hartnäckig der Einordnung in das physikalistische Schichtenmodell widersetzten. So wird etwa darauf verwiesen, dass Zahlen reale Entitäten seien, die nicht aus grundlegenderen physischen Objekten zusammengesetzt seien oder es wird argumentiert, dass Eigenschaften des Bewusstseins wie Qualia oder Intentionalität sich nicht aus den biologischen Eigenschaften der Lebewesen ergeben. Zudem wird von Antiphysikalisten oft argumentiert, dass die Physikalisten den tatsächlichen Stand der Naturwissenschaften falsch wiedergäben. So zeichne sich die aktuelle Naturwissenschaft durch eine zunehmende Spezialisierung aus, in der immer mehr Entitäten postuliert würden, ohne dass dabei immer gezeigt werde, wie sich diese Entitäten aus der grundlegenderen, ontologischen Schicht ergäben.
Die meisten Physikalisten sehen in den empirisch-wissenschaftlichen Ergebnissen allerdings auch nicht einen Beweis des Physikalismus, sondern einen Hinweis für die Plausibilität ihrer Position, die einen gegenüber antiphysikalistischen Behauptungen skeptisch stimmen solle. Die klassischen Argumente für den Physikalismus beziehen sich vielmehr auf Überlegungen zur Kausalität.

### Kausale Argumente
Antiphysikalisten argumentieren für die Existenz von nichtphysischen Entitäten, etwa von nichtphysischen mentalen Zuständen oder Substanzen. Nun wird von Physikalisten immer wieder eingewandt, dass solche Positionen nicht die kausale Wirksamkeit der angeblich nichtphysischen Entitäten erklären könnten. Mentale Zustände hätten etwa offensichtliche kausale Kräfte. Kopfschmerzen mögen die Ursache für das Schlucken einer Aspirintablette sein, die Sehnsucht nach einer Freundin möge zu einer längeren Reise führen. Nun argumentieren Physikalisten, dass es für jede Handlung auch eine physische bzw. biologische Ursache gebe. Für das Schlucken einer Aspirintablette gebe es in etwa folgende Ursache: Im Gehirn liefen neuronale Prozesse ab, die zu Erregungsweiterleitungen in die Muskeln führten, die wiederum das Schlucken der Tablette verursachten.
Es scheint also, als gebe es für Handlungen gleichzeitig zwei Ursachen: Zum einen die mentale Ursache (etwa Kopfschmerzen) und zum anderen die physische Ursache. Doch nun argumentieren Physikalisten, dass eine solche generelle Überdetermination bzw. Mehrfachverursachung durch zwei oder mehr Ursachen höchst unplausibel sei. Man könne dies einsehen, wenn man sich auf reale Beispiele von Überdetermination konzentriere, wie etwa ein Haus, das durch Blitzeinschlag und Brandstiftung in Flammen gesetzt werde. Natürlich können derartige Fälle vorkommen, doch eine generelle Überdetermination ist auszuschließen. Genau dies wird aber von Dualisten gefordert, wenn sie annehmen, dass es für einige Handlungen immer eine mentale und eine physische (Instrumental- bzw. Sekundär-)Ursache gibt. Man kann das Argument für den Physikalismus wie folgt formulieren:
Prämisse 1: Mentale Zustände verursachen physische Ereignisse.

Prämisse 2: Jedes physische Ereignis hat ein physisches Ereignis als hinreichende Ursache.

Prämisse 3: Es existiert keine generelle Überdetermination.

Prämisse 4: Wenn Prämisse 1–3 wahr sind, dann sind mentale Ereignisse nichts anderes als physische Ereignisse.

Schlussfolgerung: Mentale Ereignisse sind nichts anderes als physische Ereignisse.
Nach Ansicht von Physikalisten zeigt dieses Argument nicht nur, dass mentale Zustände physische Zustände sind. Das Argument lasse sich auch auf andere Entitäten übertragen, von denen ein Dualist behaupten könnte, dass sie nicht physisch seien, wie etwa ästhetische und ethische Eigenschaften. Nach Ansicht des Physikalisten zeigen also Überlegungen zur Kausalität die Wahrheit des Physikalismus. Nun sind von Dualisten selbstverständlich verschiedene Antworten entwickelt worden.

Vorstellung des Epiphänomenalismus: Die Pfeile symbolisieren Verursachung

Während Epiphänomenalisten behaupten, dass mentale Zustände gar keine Wirkungen hätten, erklären interaktionistische Dualisten mit Verweis auf die Quantenphysik, dass nicht jedes physische Ereignis eine physische Ursache habe oder argumentieren für die Möglichkeit einer generellen Überdetermination bzw. für das Zusammenwirken von Teilursachen. Es werden in der Argumentation also die Prämissen 1–3 in Zweifel gezogen.

## Argumente gegen den Physikalismus

### Der Begriff des Physischen
Ein grundsätzlicher Einwand gegen den Physikalismus lautet, dass der Begriff des Physischen letztlich unverständlich und der Physikalismus daher bedeutungslos sei. Das Problem wurde zunächst von Carl Gustav Hempel formuliert, weswegen man auch von „Hempels Dilemma“ spricht. Eine neuere, einflussreiche Formulierung ist der Aufsatz There is no Question of Physicalism von Tim Crane und D. H. Mellor.
Das Dilemma ergibt sich aus der Frage, wer bestimmt, was als physische Entität gelten soll. Sicherlich die Physik, doch es bleibt die Frage, an welche Physik man sich wenden soll. Ist die aktuelle Physik oder eine zukünftige, idealisiert 'komplette' Physik gemeint? Wenn die aktuelle Physik gemeint ist, so ist der Physikalismus nach Meinung der Kritiker vermutlich falsch. Es sei schließlich höchst unplausibel, dass die aktuelle Physik schon alle physischen Entitäten identifiziert hätte. Doch wenn man sich an eine ideale zukünftige Physik wendet, so ist der Physikalismus nach Ansicht der Kritiker trivial: Eine idealisiert-komplette Physik würde zwangsläufig auf alle grundlegenden Entitäten zurückgreifen, welcher Art sie auch seien. Und wie könnte man da ausschließen, dass sich unter den grundlegenden Entitäten auch Qualia, Zahlen usw. befinden? Wenn man „physisch“ mit Hilfe einer ideal-kompletten Physik definiert, so scheint sogar ein klassischer Dualist zugleich Physikalist sein zu können.
Während manche Philosophen, wie David Lewis, erklären, dass die aktuelle Physik doch in einem wichtigen Sinne schon vollständig sei, versuchen andere Philosophen das Dilemma durch einen dritten Vorschlag aufzulösen. So schlägt etwa Frank Cameron Jackson vor, „physisch“ all die Entitäten zu nennen, die gebraucht werden, um das Geschehen von einer gewissen Größe zu beschreiben. Die Idee ist, dass all das „physisch“ genannt werden soll, was auf der subatomaren Ebene geschieht, während Makroeigenschaften, wie etwa das Schmerzerleben eines Menschen, nicht als grundlegende physische Entität betrachtet werden sollen. Eine solche Trennung könnte vorgenommen werden, wenn man nur die subatomaren Entitäten als grundlegende physische Phänomene bezeichnen dürfte. Diese Strategie mag bei mentalen Zuständen gut funktionieren, hat jedoch ein Problem etwa mit der Annahme von nichtphysischen Zahlen. Zahlen können schließlich nicht nach räumlicher Größe geordnet werden und scheinen auf jeder Ebene anwendbar.

### Qualia
Die Existenz von Qualia – den subjektiven Erlebnisgehalten – wird oft für das schwerwiegendste Problem des Physikalismus gehalten. So haben etwa David Chalmers und Frank Cameron Jackson die Existenz von Qualia als hinreichenden Grund für eine Ablehnung des Physikalismus gesehen. Auch Roger Penrose argumentiert entsprechend. Die grundlegende Idee ist, dass der qualitative Erlebnisgehalt zwar eine Eigenschaft vieler mentaler Zustände sei, aber nicht auf die Eigenschaften physischer Zustände zurückführbar.
Ein sehr bekanntes qualiabasiertes Argument gegen den Physikalismus ist von Jackson entwickelt worden: Er entwirft ein Gedankenexperiment von der Superwissenschaftlerin Mary: Mary ist eine auf Farbensehen spezialisierte Neurowissenschaftlerin, die seit ihrer Geburt in einem schwarz-weißen Labor gefangen ist und noch nie Farben gesehen hat. Sie kennt alle physischen Fakten über das Sehen von Farben, weiß jedoch nicht, wie Farben aussehen. Jacksons Argument gegen den Physikalismus ist nun recht kurz: Mary kennt alle physischen Fakten über das Sehen von Farben. Sie kennt dennoch nicht alle Fakten über das Sehen von Farben. Also gibt es Fakten, die außerhalb naturwissenschaftlicher Konzeptionen stehen, die somit das Phänomen Farbe nicht hinreichend darlegen können. Also ist der Physikalismus falsch. Gegen dieses Argument sind, wie gegen jedes qualiabasierte Argument, verschiedene physikalistische Repliken vorgebracht worden. So wurde etwa behauptet, dass Mary keine neuen Fakten kennenlernt, sondern allein eine neue Fähigkeit erwerbe. Auch wurde behauptet, dass Mary lediglich einen schon bekannten Fakt auf eine neue Weise kennenlerne.
Der Status qualiabasierter Argumente gegen den Physikalismus ist weiterhin höchst umstritten. Zum einen ist das Konzept der Qualia selbst schwer bestimmbar und sehr umstritten. Zum anderen ist aber auch nicht sicher, welchen Status Qualiaargumente haben. Sind sie metaphysische Argumente, die uns über den ontologischen Status von Mentalem aufklären können, oder sind sie erkenntnistheoretische Argumente, die uns vor allem über die Grenzen unseres Wissens aufklären? Wäre Letzteres der Fall, hätte das Qualiaproblem keine Konsequenzen in Bezug auf die Frage nach der Wahrheit des Physikalismus.

### Pluralistische Argumente
Neben den beschriebenen Problemen wird gelegentlich eine sehr viel grundsätzlichere Kritik am Physikalismus geäußert. Vertreter pluralistischer und ähnlicher Positionen erklären, dass die Konzeption des Physikalismus auf einer vollkommen verkehrten Vorstellung der Rolle der Physik beruhe. Sie argumentieren, dass die Physik zwar eine legitime Form des Wissenserwerbs sei, aber in keiner Weise verabsolutiert werden dürfe. Vielmehr sei die physikalische Beschreibung der Welt eine von vielen Beschreibungsmöglichkeiten, die jedoch in keiner Weise „tiefer“ oder „wirklicher“ als die mentale, ästhetische oder ökonomische Beschreibung sei. Man müsse akzeptieren, dass es eine Pluralität der Perspektiven gebe und nicht die eine, einzig wahre Beschreibung der Welt, die oft in der (Mikro-)Physik vermutet wird. Es gebe also eine Vielzahl von Ebenen, und der Fehler des Physikalismus sei die Annahme, dass sich diese Ebenen in einem Schichtenmodell auf die physische Ebene zurückführen lassen müssten.
Pluralistische Positionen werden aus verschiedenen metaphysischen Perspektiven formuliert. Ein früher Vertreter des Pluralismus war Alfred North Whitehead, der diesen Gedanken in seinem philosophischen Hauptwerk Prozess und Realität entwickelte. Der Wissenschaftstheoretiker John Dupré vertritt etwa einen realistischen Pluralismus, der eine pluralistische Ontologie impliziert. Nelson Goodman argumentiert hingegen für einen relativistischen Pluralismus, der nicht mit einer pluralistischen Ontologie, sondern der Abschaffung ontologischer Konzepte einhergeht. Hilary Putnam versucht in Kombination mit dem internen Realismus eine Zwischenposition zu formulieren, in Deutschland vertritt Peter Bieri neuerdings eine vergleichbare Position.

## Der Status des Physikalismus in der Gegenwartsphilosophie
Der Physikalismus ist eine Position, die in der analytischen Philosophie zeitweise eine nahezu unbezweifelte Hintergrundannahme war. Dieser Status des (meistens mit dem Reduktionismus kombinierten) Physikalismus ist durch zwei Entwicklungen ins Wanken geraten: Zum einen wurden von verschiedenen Seiten die metaphysisch realistischen Prämissen des klassischen Physikalismus angegriffen. Die einflussreichsten Beispiele für diese Tendenz sind Goodman und der späte Putnam. Zum anderen ist in der modernen Debatte der Philosophie des Geistes immer deutlicher geworden, dass eine reduktiv physikalistische Interpretation des Bewusstseins zu schweren Problemen führt. Diese Tendenzen haben allerdings oft nicht zurück zu einem klassischen Dualismus geführt, sondern zu der Entwicklung nichtreduktiver Physikalismen und pluralistischer Positionen. Gleichzeitig gibt es eine Reihe von Philosophen, die der Meinung sind, dass sich letztlich keine Alternative zu einem reduktiven Physikalismus finden lasse, ein bekannter Vertreter dieser Position ist etwa David Lewis. Damit bleibt der Ausgang der Debatte um den Physikalismus weiter offen. Erschwerend kommt hinzu, dass die Modelle des Physikalismus oft entsprechend der Klassischen Physik beschrieben sind und keineswegs klar ist, wie eine Formulierung auf Basis der Quantentheorie letztlich aussehen wird.